# Senado da Nação Argentina
O Senado da Nação Argentina é a câmara alta do Congresso da Nação Argentina. O senado é presidido pelo vice-presidente da República, quem tem voto dirimente para os assuntos no que exista igualdade de votos.
É composto por 72 senadores eleitos por períodos de seis anos: três por cada província e três pela Capital Federal (CABA) somando um total de 24 distritos. Os senadores são eleitos por voto direto em cada província. As renovações parciais se produzem para todos os senadores de um terço das províncias por vez. O partido que resulte com maior quantidade de votos obtém duas das três bancadas de cada província. A outra bancada lhe corresponde ao partido que ficou em segundo lugar.

## Visão geral
O Senado Nacional foi estabelecido pela Confederação Argentina em 29 de julho de 1854, em conformidade com os artigos 46 a 54 da Constituição de 1853.
O Vice-Presidente da República é Presidente do Senado ex officio, com voto de qualidade em caso de empate. Na prática, o Presidente Provisório preside a câmara na maioria das vezes.
O Senado deve obter quorum para deliberar, sendo esta uma maioria absoluta. Tem o poder de aprovar projetos de lei aprovados pela Câmara dos Deputados, convocar sessões conjuntas com a Câmara dos Deputados ou sessões especiais com especialistas e partes interessadas e submeter projetos de lei para a assinatura do presidente; os projetos de lei apresentados no Senado devem, por sua vez, ser aprovados pela Câmara Baixa para serem submetidos ao presidente. O Senado deve introduzir mudanças nas políticas [de compartilhamento de receita federal], ratificar tratados internacionais, aprovar mudanças nas leis penais constitucionais ou federais, bem como confirmar ou impeachment de candidatos presidenciais ao gabinete, judiciário, forças armadas e governo. corpo diplomático, entre outros postos federais.
Existem vinte e quatro comitês permanentes compostos por
quinze membros cada, a saber:
- Acordos (confirmação de candidatos federais)
- Assuntos Constitucionais
- Relações Exteriores e Adoração
- Justiça e assuntos criminais
- Legislação Geral
- Orçamento e Finanças
- Assuntos Administrativos e Municipais
- Defesa nacional
- Segurança doméstica e tráfico de drogas
- Economia Nacional e Investimento
- Indústria e Comércio
- Economias regionais, micro, pequenas e médias empresas
- Trabalho e Previdência Social
- Agricultura, criação de gado e pesca
- Educação, Cultura, Ciência e Tecnologia
- Direitos e garantias
- Mineração, Energia e Combustíveis
- Saúde e Esportes
- Infraestrutura, Habitação e Transporte
- Sistemas, mídia e liberdade de expressão
- Meio ambiente e desenvolvimento humano
- População e desenvolvimento humano
- Partilha da receita federal
- Turismo.

## Eleição
Atualmente, um terço dos membros são eleitos cada dois anos para um período de seis anos o que significa que um terço das províncias argentinas tem eleições senatoriais conforme o Artigo 56 da Constituição Nacional da Argentina.
Durante uma sessão extraordinária (Reunião n.º 76) de 12 de dezembro de 2001 foi realizado um sorteio para definir que distritos eleitorais devem ser renovados cada ano. Como antes desta sessão extraordinária a câmara se renovava em sua totalidade cada 6 anos, este sorteio também definiu que distritos teriam excepcionalmente períodos mais curtos a primeira vez.
| Sorteio para a Renovação de Senadores Nacionais (Realizado em 12 de dezembro de 2001) | |
| Período                                                                               | Distritos |
| 2 anos - 2003 a 2005                                                                  | - Catamarca - Córdoba - Corrientes - Chubut - La Pampa - Mendoza - Santa Fe - Tucumán                                |
| 4 anos - 2005 a 2011                                                                  | - Buenos Aires - Formosa - Jujuy - La Rioja - Misiones - San Juan - San Luis - Santa Cruz                            |
| 6 anos - 2007 a 2013                                                                  | - Cidade de Buenos Aires - Chaco - Entre Ríos - Neuquén - Río Negro - Salta - Santiago del Estero - Tierra del Fuego |

## Coligações políticas
As seguintes coligações políticas, eleitas pelos cidadãos das províncias, têm representação no Senado da Nação:
| Composição Partidária do Senado da Nação Argentina (2019-2021) |                                                                |                                      |                        |
| Coligação                                                      | Coligação                                                      | Partido                              | Presidente             |
|                                                                | Frente de Todos (41)                                           | Frente de Todos (41)                 | José Mayans            |
|                                                                | Juntos por el Cambio (26) (Presidente: Luis Petcoff Naidenoff) | União Cívica Radical (15)            | Luis Petcoff Naidenoff |
| Proposta Republicana (8)                                       | Juntos por el Cambio (26) (Presidente: Luis Petcoff Naidenoff) | Humberto Schiavoni                   |                        |
| Frente Cívica e Social de Catamarca (1)                        | Juntos por el Cambio (26) (Presidente: Luis Petcoff Naidenoff) | Oscar Aníbal Castillo                |                        |
| Avançar San Luis (1)                                           | Juntos por el Cambio (26) (Presidente: Luis Petcoff Naidenoff) | Claudio Javier Poggi                 |                        |
| Produção e Trabalho (1)                                        | Juntos por el Cambio (26) (Presidente: Luis Petcoff Naidenoff) | Roberto Gustavo Basualdo             |                        |
|                                                                | Parliamentario Federal (3) (Presidente: Juan Carlos Romero)    | Santa Fe Federal (1)                 | Carlos Reutemann       |
| Justicialista 8 de Outubro (1)                                 | Parliamentario Federal (3) (Presidente: Juan Carlos Romero)    | Juan Carlos Romero                   |                        |
| Movimento Neuquino (1)                                         | Parliamentario Federal (3) (Presidente: Juan Carlos Romero)    | Carmen Lucila Crexell                |                        |
|                                                                | Frente Renovador de la Concordia (1)                           | Frente Renovador de la Concordia (1) | Magdalena Solari       |
|                                                                | Juntos Somos Río Negro (1)                                     | Juntos Somos Río Negro (1)           | Alberto Weretilneck    |

## Composição da Mesa Diretora (2023-2025)
| Cargo                    | Senador                | Coligação            | Província           |
| ------------------------ | ---------------------- | -------------------- | ------------------- |
| Presidente do Senado     | Victoria Villarruel    | La Libertad Avanza   | CABA                |
| Presidente Provisional   | Claudia Ledesma Abdala | Frente de Todos      | Santiago del Estero |
| Vice-Presidente          | Carolina Losada        | Juntos por el Cambio | Santa Fe            |
| Primeiro Vice-Presidente | Maurice Closs          | Frente de Todos      | Misiones            |
| Segundo Vice-Presidente  | Guadalupe Tagliaferri  | Juntos por el Cambio | CABA                |

## Lista de senadores da atual legislatura (2019-2021)
Ciclos eleitorais
| Eleição | Mandato                | Mandato               |
| Eleição | Início                 | Fim                   |
| ------- | ---------------------- | --------------------- |
| 2015    | 10 de dezembro de 2015 | 9 de dezembro de 2021 |
| 2017    | 10 de dezembro de 2017 | 9 de dezembro de 2023 |
| 2017    | 10 de dezembro de 2019 | 9 de dezembro de 2025 |

| Província                                         | Imagem | Senador                         | Coligação | Coligação                        | Mandato    | Mandato   |
| Província                                         | Imagem | Senador                         | Coligação | Coligação                        | Início     | Fim       |
| ------------------------------------------------- | ------ | ------------------------------- | --------- | -------------------------------- | ---------- | --------- |
| Buenos Aires                                      |        | Esteban Bullrich                |           | Juntos pela Mudança              | 10/12/2017 | 9/12/2023 |
| Buenos Aires                                      |        | Gladys González                 |           | Juntos pela Mudança              | 10/12/2017 | 9/12/2023 |
| Buenos Aires                                      |        | Jorge Taiana                    |           | Frente de Todos                  | 10/12/2019 | 9/12/2023 |
| Catamarca                                         |        | Inés Imelda Blas                |           | Frente de Todos                  | 10/12/2015 | 9/12/2021 |
| Catamarca                                         |        | Oscar Aníbal Castillo           |           | Juntos pela Mudança              | 10/12/2015 | 9/12/2021 |
| Catamarca                                         |        | Dalmacio Mera Figueroa          |           | Frente de Todos                  | 10/12/2015 | 9/12/2021 |
| Chaco                                             |        | María Inés Pilatti Vergara      |           | Frente de Todos                  | 10/12/2019 | 9/12/2025 |
| Chaco                                             |        | Antonio José Rodas              |           | Frente de Todos                  | 10/12/2019 | 9/12/2025 |
| Chaco                                             |        | Víctor Zimmermann               |           | Juntos pela Mudança              | 10/12/2019 | 9/12/2025 |
| Chubut                                            |        | Nancy González                  |           | Frente de Todos                  | 10/12/2015 | 9/12/2021 |
| Chubut                                            |        | Alfredo Luenzo                  |           | Frente de Todos                  | 10/12/2015 | 9/12/2021 |
| Chubut                                            |        | Juan Mario Pais                 |           | Frente de Todos                  | 10/12/2015 | 9/12/2021 |
| Cidade de Buenos Aires                            |        | Martín Lousteau                 |           | Juntos pela Mudança              | 10/12/2019 | 9/12/2025 |
| Cidade de Buenos Aires                            |        | Mariano Recalde                 |           | Frente de Todos                  | 10/12/2019 | 9/12/2025 |
| Cidade de Buenos Aires                            |        | Guadalupe Tagliaferri           |           | Juntos pela Mudança              | 10/12/2019 | 9/12/2025 |
| Córdoba                                           |        | Carlos Alberto Caserio          |           | Frente de Todos                  | 10/12/2015 | 9/12/2021 |
| Córdoba                                           |        | Ernesto Félix Martínez          |           | Juntos pela Mudança              | 10/12/2015 | 9/12/2021 |
| Córdoba                                           |        | Laura Elena Rodríguez Machado   |           | Juntos pela Mudança              | 10/12/2015 | 9/12/2021 |
| Corrientes                                        |        | Ana Claudia Almirón             |           | Frente de Todos                  | 10/12/2015 | 9/12/2021 |
| Corrientes                                        |        | Néstor Pedro Braillard Poccard  |           | Juntos pela Mudança              | 10/12/2015 | 9/12/2021 |
| Corrientes                                        |        | Carlos Mauricio Espínola        |           | Frente de Todos                  | 10/12/2015 | 9/12/2021 |
| Entre Ríos                                        |        | Alfredo de Angeli               |           | Juntos pela Mudança              | 10/12/2019 | 9/12/2025 |
| Entre Ríos                                        |        | Edgardo Kueider                 |           | Frente de Todos                  | 10/12/2019 | 9/12/2025 |
| Entre Ríos                                        |        | Stella Maris Olalla de Moreira  |           | Juntos pela Mudança              | 10/12/2019 | 9/12/2025 |
| Formosa                                           |        | María Teresa Margarita González |           | Frente de Todos                  | 10/12/2017 | 9/12/2023 |
| Formosa                                           |        | José Mayans                     |           | Frente de Todos                  | 10/12/2017 | 9/12/2023 |
| Formosa                                           |        | Luis Petcoff Naidenoff          |           | Juntos pela Mudança              | 10/12/2017 | 9/12/2023 |
| Jujuy                                             |        | Mario Raymundo Fiad             |           | Juntos pela Mudança              | 10/12/2017 | 9/12/2023 |
| Jujuy                                             |        | Silvia del Rosario Giacoppo     |           | Juntos pela Mudança              | 10/12/2017 | 9/12/2023 |
| Jujuy                                             |        | Guillermo Snopek                |           | Frente de Todos                  | 10/12/2017 | 9/12/2023 |
| La Pampa                                          |        | Norma Haydée Durango            |           | Frente de Todos                  | 10/12/2015 | 9/12/2021 |
| La Pampa                                          |        | Daniel Aníbal Lovera            |           | Frente de Todos                  | 10/12/2015 | 9/12/2021 |
| La Pampa                                          |        | Juan Carlos Marino              |           | Juntos pela Mudança              | 10/12/2015 | 9/12/2021 |
| La Rioja                                          |        | Julio Martínez                  |           | Juntos pela Mudança              | 10/12/2017 | 9/12/2023 |
| La Rioja                                          |        | Carlos Menem                    |           | Frente de Todos                  | 10/12/2017 | 9/12/2023 |
| La Rioja                                          |        | María Clara Vega                |           | Parlamentario Federal            | 10/12/2017 | 9/12/2023 |
| Mendoza                                           |        | Julio Cobos                     |           | Juntos pela Mudança              | 10/12/2015 | 9/12/2021 |
| Mendoza                                           |        | Anabel Fernández Sagasti        |           | Frente de Todos                  | 10/12/2015 | 9/12/2021 |
| Mendoza                                           |        | Pamela Fernanda Verasay         |           | Juntos pela Mudança              | 10/12/2015 | 9/12/2021 |
| Misiones                                          |        | Maurice Closs                   |           | Frente de Todos                  | 10/12/2017 | 9/12/2023 |
| Misiones                                          |        | Humberto Schiavoni              |           | Juntos pela Mudança              | 10/12/2017 | 9/12/2023 |
| Misiones                                          |        | Magdalena Solari Quintana       |           | Frente Renovador de la Concordia | 10/12/2017 | 9/12/2023 |
| Neuquén                                           |        | Carmen Lucila Crexell           |           | Parlamentario Federal            | 10/12/2019 | 9/12/2025 |
| Neuquén                                           |        | Oscar Parrilli                  |           | Frente de Todos                  | 10/12/2019 | 9/12/2025 |
| Neuquén                                           |        | Silvia Sapag                    |           | Frente de Todos                  | 10/12/2019 | 9/12/2025 |
| Río Negro                                         |        | Martín Doñate                   |           | Frente de Todos                  | 10/12/2019 | 9/12/2025 |
| Río Negro                                         |        | Silvina García Larraburu        |           | Frente de Todos                  | 10/12/2019 | 9/12/2025 |
| Río Negro                                         |        | Alberto Weretilneck             |           | Juntos Somos Río Negro           | 10/12/2019 | 9/12/2025 |
| Salta                                             |        | Nora Giménez                    |           | Frente de Todos                  | 10/12/2019 | 9/12/2025 |
| Salta                                             |        | Sergio Leavy                    |           | Frente de Todos                  | 10/12/2019 | 9/12/2025 |
| Salta                                             |        | Juan Carlos Romero              |           | Parlamentario Federal            | 10/12/2019 | 9/12/2025 |
| San Juan                                          |        | Roberto Basualdo                |           | Juntos pela Mudança              | 10/12/2017 | 9/12/2023 |
| San Juan                                          |        | Cristina López Valverde         |           | Frente de Todos                  | 10/12/2017 | 9/12/2023 |
| San Juan                                          |        | José Rubén Uñac                 |           | Frente de Todos                  | 10/12/2017 | 9/12/2023 |
| San Luis                                          |        | María Eugenia Catalfamo         |           | Frente de Todos                  | 10/12/2017 | 9/12/2023 |
| San Luis                                          |        | Claudio Poggi                   |           | Juntos pela Mudança              | 10/12/2017 | 9/12/2023 |
| San Luis                                          |        | Adolfo Rodríguez Saá            |           | Frente de Todos                  | 10/12/2017 | 9/12/2023 |
| Santa Cruz                                        |        | Eduardo Raúl Costa              |           | Juntos pela Mudança              | 10/12/2017 | 9/12/2023 |
| Santa Cruz                                        |        | Ana María Ianni                 |           | Frente de Todos                  | 10/12/2017 | 9/12/2023 |
| Santa Cruz                                        |        | María Belén Tapia               |           | Juntos pela Mudança              | 10/12/2017 | 9/12/2023 |
| Santa Fe                                          |        | Roberto Mirabella               |           | Frente de Todos                  | 10/12/2015 | 9/12/2021 |
| Santa Fe                                          |        | Carlos Reutemann                |           | Parlamentario Federal            | 10/12/2015 | 9/12/2021 |
| Santa Fe                                          |        | María de los Ángeles Sacnun     |           | Frente de Todos                  | 10/12/2015 | 9/12/2021 |
| Santiago del Estero                               |        | Claudia Ledesma Abdala          |           | Frente de Todos                  | 10/12/2019 | 9/12/2025 |
| Santiago del Estero                               |        | Gerardo Antenor Montenegro      |           | Frente de Todos                  | 10/12/2019 | 9/12/2025 |
| Santiago del Estero                               |        | José Emilio Neder               |           | Frente de Todos                  | 10/12/2019 | 9/12/2025 |
| Terra do Fogo, Antártida e Ilhas do Atlântico Sul |        | Pablo Daniel Blanco             |           | Juntos pela Mudança              | 10/12/2019 | 9/12/2025 |
| Terra do Fogo, Antártida e Ilhas do Atlântico Sul |        | María Eugenia Duré              |           | Frente de Todos                  | 10/12/2019 | 9/12/2025 |
| Terra do Fogo, Antártida e Ilhas do Atlântico Sul |        | Matías David Rodríguez          |           | Frente de Todos                  | 10/12/2019 | 9/12/2025 |
| Tucumán                                           |        | José Alperovich                 |           | Frente de Todos                  | 10/12/2015 | 9/12/2021 |
| Tucumán                                           |        | Silvia Beatriz Elías de Pérez   |           | Juntos pela Mudança              | 10/12/2015 | 9/12/2021 |
| Tucumán                                           |        | Beatriz Graciela Mirkin         |           | Frente de Todos                  | 10/12/2015 | 9/12/2021 |